# ウォーキング・オン・サンシャイン
「ウォーキング・オン・サンシャイン」（Walking on Sunshine）は、カトリーナ・アンド・ザ・ウェイヴスが1983年に発表した楽曲。その後再録音され、1985年に発表したシングル・バージョンは全英シングルチャートで8位、全米9位を記録した。

## 概要
グループのギタリストのキンバリー・リューによって書かれた。リューは2015年の『ガーディアン』のインタビューで次のように述べている。
リューの証言どおり、バンドの他のメンバーは最初は「ウォーキング・オン・サンシャイン」に難色を示した。リード・ボーカリストのカトリーナ・レスカニッチは「こんなの本当の私たちじゃない」と言い、ベーシストのヴィンス・デ・ラ・クルーズも不愉快さを隠さなかったが、結局録音された。
1983年、カナダのアティック・レコードから発売されたアルバム『Walking on Sunshine』に収録された。1984年のアルバム『Katrina and the Waves 2』もカナダ国内でのみ発売された。
1984年9月にバングルスが彼らの「ゴーイング・ダウン・トゥ・リヴァプール」をカバーしたシングルを発表。これが転機となり、1985年にグループはキャピトル・レコードに移籍した。そして過去の作品を再録音ならびにリミックスなどしたアルバム『Katrina and the Waves』を同年3月に発表。本作品は同年4月にシングルカットされた。
全英シングルチャートで8位、ビルボード・Hot 100で9位、アイルランドで2位、カナダで3位、オーストラリアで4位を記録した。